# Socìetas Raffaello Sanzio
Socìetas Raffaello Sanzio ist ein italienisches Theaterkollektiv, das 1981 von Claudia Castellucci, Romeo Castellucci und Chiara Guidi gegründet wurde. Ursprünglich aus dem Bereich der Bildenden Kunst kommend verstehen sie Theater als eine Kunstform, die alle anderen Künste in sich vereint und beim Publikum alle Sinne anspricht. Charakteristische Merkmale ihrer Theaterarbeit sind aufwendige und imposante Bühnenbilder, Raum- und Soundinstallationen, die sich einer bildhaften und assoziativen Sprache bedienen und häufig eine verstörende Wirkung auf den Betrachter haben. Gesprochene Worte werden kaum oder überhaupt nicht verwendet.

## Inszenierungen
- 1981 Diade incontro a Monade – Rom
- 1983–1993 Oratorio No. 1–6 – Rom, Bologna, Acquasparta Terme, Polverigi
- 1993 Hänsel e Gretel – Cesena
- 1995 Orestea (una commedia organica?) – Prato
- 1997 Giulio Cesare – Prato
- 1997 Ophelia – Toga
- 2000 Il Combattimento, Brüssel
- 2002–2004 Tragedia Endogonidia – Cesena, Avignon, Berlin, Brüssel, Bergen, Paris, Rom, Strasbourg, London, Marseille
- 2004 Cryonic Chants – Rom
- 2006 Hey Girl! – Paris
- 2009 Divina Commedia. Purgatorio – Mailand, Los Angeles
- 2009 Ingiuria – Rom
- 2009 Homo Turbae – Berlin

## Veröffentlichungen
- Claudia Castellucci et al.: The theatre of Socìetas Raffaello Sanzio. Oxon: Routledge, 2007.
- Socìetas Raffaello Sanzio. Tragedia Engonidia – Memoria Video. 3 DVDs, 1 CD und 1 Buch. Rom: Raro Video, 2002.